# Раутахат (район)
Раутахат (непальск. रौतहट जिल्ला) — один из 75 районов Непала. Входит в состав зоны Нараяни, которая, в свою очередь, входит в состав Центрального региона страны. Административный центр — город Гаур.
Граничит с районом Бара (на западе), районом Макванпур (на севере), районом Сарлахи зоны Джанакпур (на востоке) и с индийским штатом Бихар (на юге). Площадь района составляет 1126 км².
Население по данным переписи 2011 года составляет 686 722 человека, из них 351 079 мужчин и 335 643 женщины. По данным переписи 2001 года население насчитывало 545 132 человека. 77,77 % населения исповедуют индуизм; 19,70 % — ислам; 1,85 % — буддизм; 0,15 % — христианство. Таким образом, Раутахат — район с самой высокой долей мусульманского населения в Непале.